# L'Afghano
L'Afghano (The Afghan) è un romanzo thriller scritto da Frederick Forsyth.

## Trama
Dopo gli attentati terroristici dell'11 settembre 2001 negli Stati Uniti, quello alla stazione ferroviaria di Madrid nel 2004 e alla metropolitana di Londra nel luglio 2005, quale sarà il prossimo attentato di Al Qaeda contro l'Occidente? La storia inizia con l'intercettazione telefonica che permette di localizzare in Pakistan uno dei membri più influenti di al-Qaida: il banchiere dell'organizzazione terroristica più pericolosa del mondo, tale Tewfik Al-Qur, successivamente morto suicida per non cadere in mano agli agenti del Secret Intelligence Service britannico (SIS). Ma il sequestro del suo computer porta ad un nome in codice Al-Isra. Stati Uniti d'America e Gran Bretagna interpellano i più influenti studiosi del Corano per capire il significato del nome in codice, che rappresenta un nuovo grandioso piano terroristico.
Per scoprirne di più c'è bisogno di un infiltrato nelle file di al-Qāʿida, ma non uno qualsiasi: un uomo che possa passare per un talebano e abbia un passato nella lotta all'Occidente al di sopra di ogni sospetto. Per la bisogna viene scelto Mike Martin, colonnello del S.A.S., nato e cresciuto in Iraq e che ha combattuto in molti scenari di guerra e ora vive in pensione. Mike Martin accetta perché è l'unico che può sostituire un afgano di nome Izmat Khan, che lui stesso ha conosciuto e che da cinque anni è imprigionato a Guantanamo. La missione è ultrasegreta: solo pochissime persone sanno dell'Operazione Crowbar e si organizza lo scambio d'identità. Mike Martin si ritrova in Asia braccato da tutte le nazioni occidentali e viene protetto da al-Qāʿida finché la sua identità non viene riconosciuta come quella del combattente afgano Izmat Khan. A questo punto la sua missione è quella di scoprire che cosa è Al-Isra e avvertire i Paesi dell'Occidente.

## Curiosità
I lettori avevano già conosciuto Mike Martin e suo fratello Terry Martin ne Il pugno di dio e forse qualcuno ricorderà che in quel romanzo il compagno di vita di Terry Martin che rimaneva vittima di un incidente stradale si chiamava Hillary mentre ne l'Afghano si chiama Gordon.

## Edizioni italiane
- L'Afghano, traduzione di Giuliana Picco, Collana Omnibus, Milano, Arnoldo Mondadori Editore, 2006.
- L'Afghano, Collana Oscar Bestsellers, Milano, Mondadori, 2007,  p. 397, ISBN 978-88-04-56982-4.